# Google Nexus

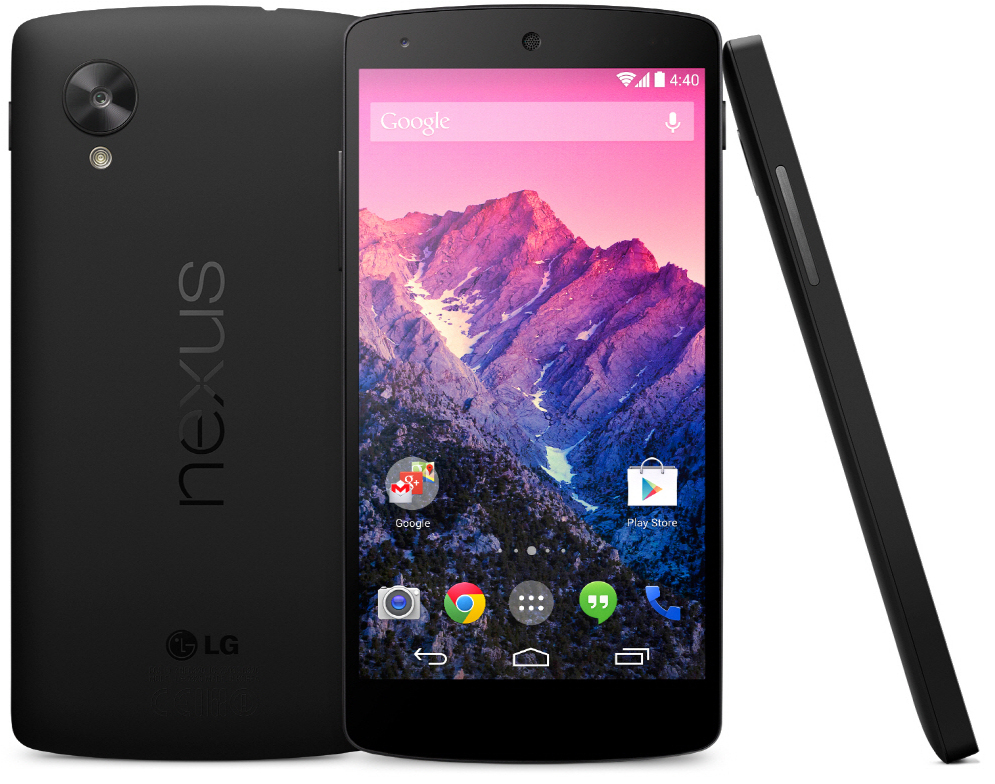
Nexus 5 – smartfon z serii Nexus

Nexus – seria urządzeń przenośnych i multimedialnych przygotowanych przez Google we współpracy z firmami trzecimi, głównie smartfonów i tabletów (wyjątkiem jest Nexus Q), działających pod kontrolą „czystej” wersji systemu Android. Urządzenia te mają być w założeniu bardzo dobre jakościowo, zarówno jeśli chodzi o wzornictwo, jak i podzespoły.
Głównym kanałem dystrybucyjnym urządzeń tej serii, poza granicami Polski, jest sklep Google Store. Zakup bezpośrednio w nim jest niedostępny w Polsce, jednakże urządzenia te można kupić w polskich sieciach: Komputronik, RTV Euro AGD oraz u operatora telefonii komórkowej Play.
Od momentu premiery Google Pixel pod koniec 2016 roku, Hiroshi Lockheimer stwierdził, że Google nie planuje premiery kolejnych urządzeń Google Nexus.

## Smartfony

### Nexus One
Nexus One został wyprodukowany przez firmę HTC, ogłoszony pierwszym telefonem serii Nexus w styczniu 2010 r. Został wprowadzony na rynek wraz z Androidem 2.1 Eclair i został zaktualizowany, był pierwszym telefonem z systemem Android 2.2 Froyo. Szybko został zaktualizowany do Androida 2.3 Gingerbread.

### Nexus S
Drugi smartfon serii Nexus, wyprodukowany przez firmę Samsung. Został zaprezentowany po raz pierwszy w grudniu 2010, wprowadzony na rynek wraz z wersją Android 2.3 Gingerbread. W grudniu 2011 został zaktualizowany do Android 4.0 Ice Cream Sandwich, a następnie do Android 4.1 Jelly Bean w lipcu 2012.

### Galaxy Nexus
Trzeci smartfon serii Nexus, wyprodukowany przez firmę Samsung. Zaprezentowany w listopadzie 2011, zadebiutował na rynku wraz z premierą systemu Android 4.0 Ice Cream Sandwich. Został zaktualizowany do wersji Android 4.2 Jelly Bean w listopadzie 2012, a następnie w kolejnych miesiącach, aż do najnowszej dostępnej (Android 4.3 Jelly Bean).

### Nexus 4
Czwarty smartfon serii Nexus, wyprodukowany przez LG. Był pierwszym urządzeniem używającym systemu Android 4.2 Jelly Bean fabrycznie, od momentu wypuszczenia na rynek. Nexus 4 ma 4,7 calowy wyświetlacz pokryty szkłem Corning Gorilla Glass 2, oferujący rozdzielczość 1280 × 768, czterordzeniowy procesor 1,5 GHz Qualcomm Snapdragon S4 Pro, dwa aparaty cyfrowe (odpowiednio 8 i 1,3 megapiksela). Jest też pierwszym urządzeniem z serii Nexus, oferującym funkcję bezprzewodowego ładowania. Cena w USA to 299$.

### Nexus 5
Piąty smartfon serii Nexus, wyprodukowany przez LG, którego premiera odbyła się 31 października 2013. W momencie wyjścia na rynek działał pod kontrolą systemu Android 4.4 Kitkat w 2015 (5 października 2015 otrzymał aktualizację do androida 6.0 Marshmallow), ma 4.95 calowy wyświetlacz o rozdzielczości 1920x1080p o gęstości pikseli na poziomie 445 ppi. Pokryty jest szkłem IPSCorning® Gorilla® Glass 3. Ma 8 Mpx główną kamerę z wbudowaną optyczną stabilizacją obrazu 1.3 Mpx przednią kamerę do rozmów wideo i zdjęć.
- CPU: Qualcomm Snapdragon™ 800, 2.26GHz procesor
- GPU: Adreno 330, 450MHz

Oferuje 2GB pamięci RAM oraz jest dostępny w wersjach 32 i 16GB. Polscy dystrybutorzy oferują telefon w cenie ok. 1500-1700zł. (stan na kwiecień 2014)

### Nexus 6
Szósty smartfon z serii Nexus, wyprodukowany przez Motorola. Pierwszy fablet z tej serii. Jego specyfikacja przedstawia się następująco:
- 5,96-calowy ekran AMOLED o rozdzielczości QuadHD (2560 x 1440);
- CPU: Snapdragon 805 (4 × 2,7 GHz);
- GPU:  Adreno 420;
- 3 GB pamięci RAM;
- 32/64 GB pamięci wewnętrznej;
- aparat główny 13 Mpix z optyczną stabilizacją obrazu i trybem HDR+;
- aparat przedni 2 Mpix;
- głośniki stereo;
- obsługa kart Nano SIM;
- LTE;
- NFC;
- bateria 3220 mAh;
- wymiary: 82,98 × 159,26 x 10,06 mm
- waga: 184 gramy;
- system Android 5.0 Lollipop

W USA najtańszy wariant (32 GB pamięci) został wyceniony na 649 dolarów, co bez uwzględnienia europejskich podatków daje nam w przeliczeniu ok. 2150 zł.
Motorola chwali się przede wszystkim dużym ekranem o wysokiej rozdzielczości, szybkim ładowaniem (15 minut ładowania ma zapewnić dodatkowe 6 godzin pracy), aparatem z optyczną stabilizacją obrazu.

### Nexus 5X
Nexus 5X jest smartfonem zaprojektowanym przez LG Electronics, działającym pod kontrolą systemu Android Oreo 8.1. Jego premiera odbyła się 29 września 2015 roku.
- Wyświetlacz: 5.2" 1920x1080 pikseli (423ppi) FHD LCD
- Procesor: Qualcomm Snapdragon 808, sześciordzeniowy (4x1.4 GHz Cortex-A53 & 2x1.8 GHz Cortex-A57)
- Aparat fotograficzny główny: 12.3 MP z przysłoną f/2.0 i pomiarem ostrości IR wspomaganym laserem (2160p@30fps, 1080p@30fps, 720p@120fps, HDR)
- Aparat fotograficzny przedni: 5 MP z przysłoną f/2.0
- Bateria: 2700 mAh z funkcją szybkiego ładowania (ładowarka USB-C - USB-C 5V, 3W), niewymienialna
- GPU: Adreno 418
- Pamięć wewnętrzna: 16 lub 32 GB
- RAM: 2GB LPDDR3
- Głośniki: pojedynczy
- slot Nano SIM
- LTE Cat6 300/50 Mbps
- NFC
- wymiary: 72,6 × 147 x 7,9 mm
- waga: 136 gram

### Nexus 6P
- Nexus 6P jest smartfonem zaprojektowanym przez Huawei, działającym pod kontrolą systemu Android Oreo 8.1. Jego premiera odbyła się 29 września 2015 roku. Jest to ostatni smartfon z serii Nexus
- Wyświetlacz: 5.7" 2560x1440 pikseli (518ppi) WQHD AMOLED
- Procesor: Qualcomm Snapdragon 810 v2.1, ośmiordzeniowy taktowany 2.0 GHz
- Aparat fotograficzny główny: 12.3 MP z przysłoną f/2.0 pomiarem ostrości IR wspomaganym laserowo
- Aparat fotograficzny przedni: 8 MP z przysłoną f/2.4
- Bateria: 3450 mAh z funkcją szybkiego ładowania, niewymienialna
- GPU: Adreno 430
- Pamięć wewnętrzna: 32, 64 lub 128 GB
- RAM: 3GB LPDDR4
- Głośniki: stereo

Smartfony Nexus
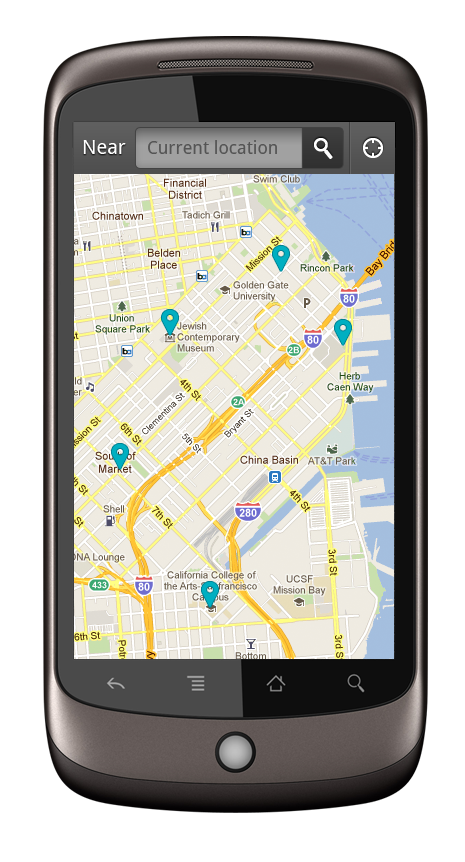
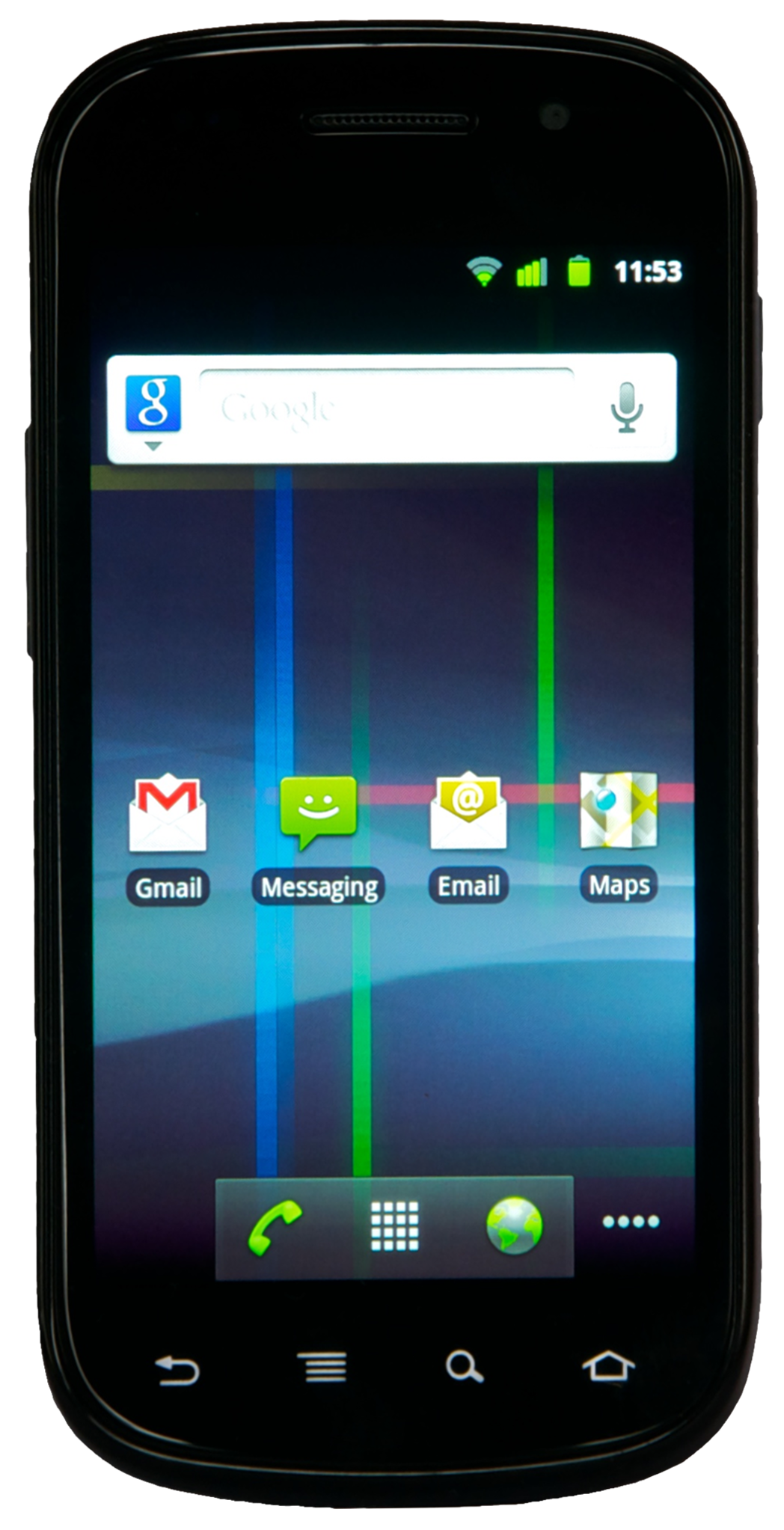
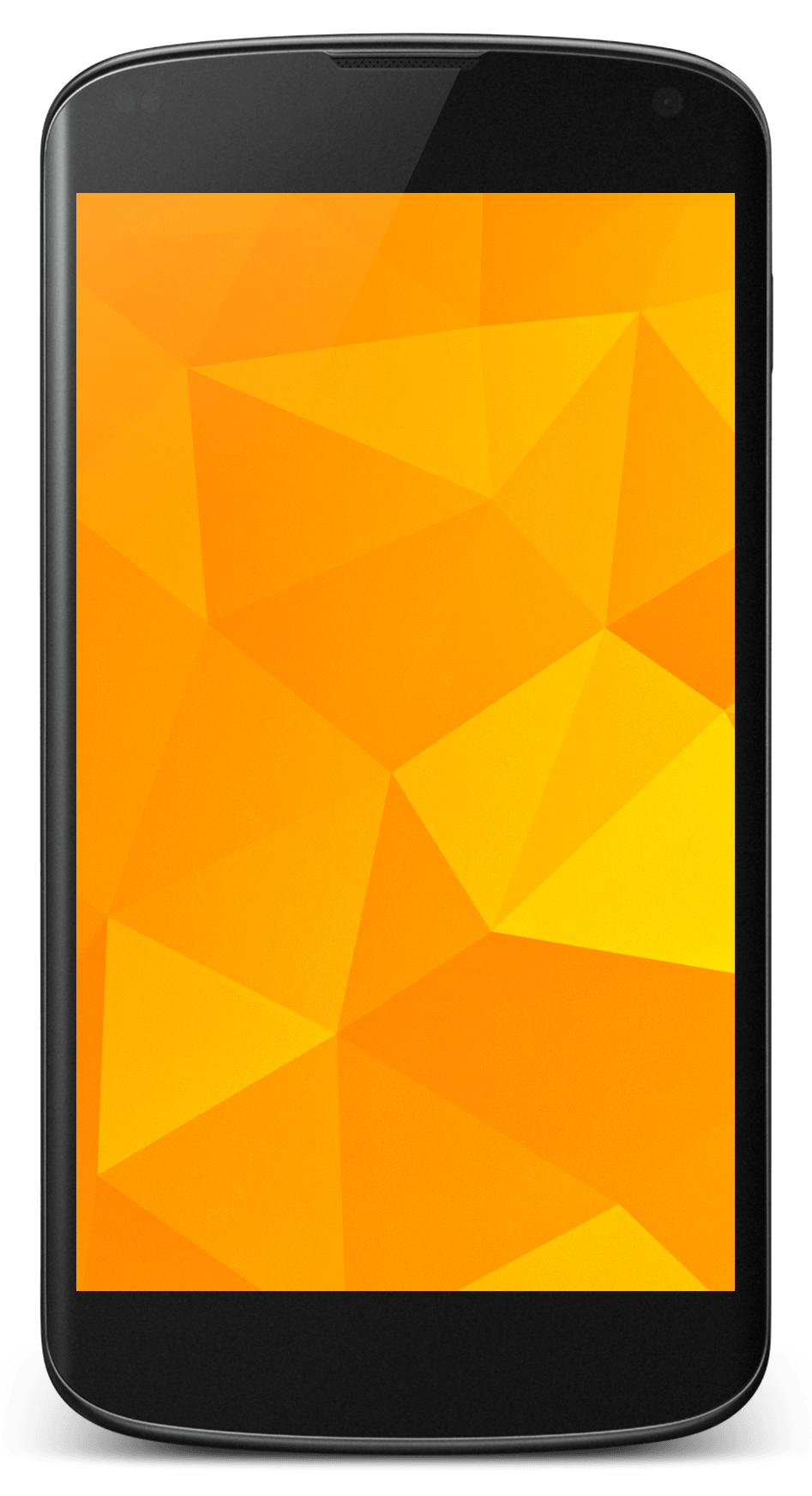
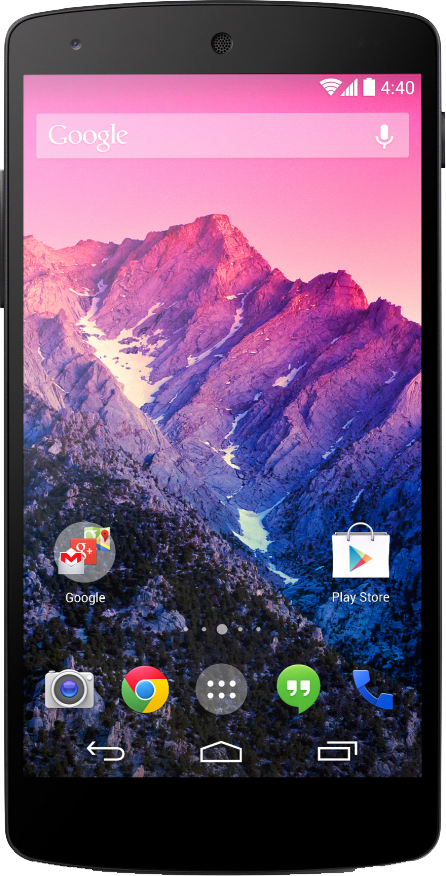

## Tablety

### Nexus 7
Został zaprezentowany na konferencji Google I/O 27 czerwca 2012. Jest to 7-calowy tablet z wyświetlaczem 1280x800 pikseli, opracowany we współpracy z firmą ASUS. Tablet jest pierwszym urządzeniem przeznaczonym do współpracy z systemem Android 4.1, jest dostosowany do zawartości sklepu Google Play e-booków, muzyki i filmów. Miał być z założenia urządzeniem kompaktowym i tanim, aby konkurować na przykład z Kindle Fire. Cena w USA to 199$.

### Nexus 7 (2013)
Nexus 7 "2" został zaprezentowany 24 lipca 2013 na śniadaniu prasowym zorganizowanym przez firmę Google. Tak jak jego poprzednik, tablet został wyprodukowany przez firmę ASUS i został de facto pierwszym urządzeniem z wersją Android 4.3. Tablet mimo identycznej wielkości wyświetlacza posiada rozdzielczość full HD (323ppi). Jest jedynym tabletem na rynku (stan na sierpień 2013) z tak dobrej jakości wyświetlaczem przy tej wielkości ekranu. Tablet posiada również szereg usprawnień zarówno w zakresie oprogramowania, jak i zastosowanych podzespołów, m.in. najnowszą wersję systemu Android, obsługę techniki Bluetooth Smart, restrykcyjne profile, a także nową, 5-megapikselową kamerę tylną, obsługę LTE, NFC, procesor Qualcomm Snapdragon 600 (1.5 GHz), głośniki stereo oraz 2 GB pamięci wewnętrznej RAM. Ponadto tablet został „odchudzony”: jego wymiary to 114 × 200 x 8.65 mm. Tak jak Nexus 7 pierwszej generacji został stworzony, aby konkurować z Kindle Fire i innymi 7" tabletami, nowy tablet również miał stanąć naprzeciw iPadowi Mini oraz całemu szybko rosnącemu rynkowi tabletów przenośnych. Cena w USA to 229$.

### Nexus 9

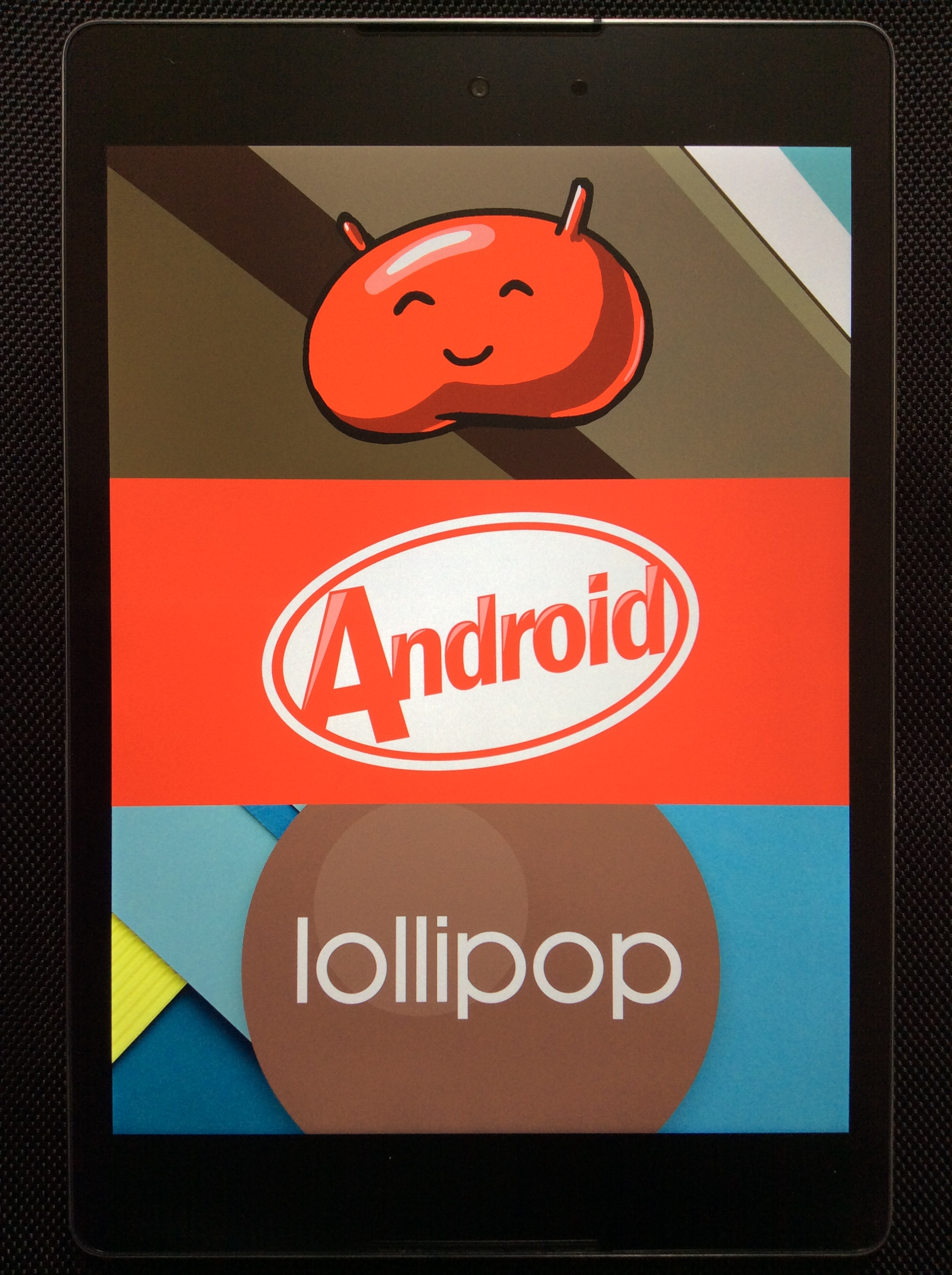
Nexus 9 – tablet z serii Nexus

Nexus 9 to 8,9-calowy tablet giganta z Mountain View, który na tle poprzedników wyróżniać ma się jakością wykonania. Jego zaokrąglana na bokach obudowa wykonana jest głównie z matowego tworzywa sztucznego, a cienką ramkę zrobiono ze szczotkowanego aluminium. Przedni panel pokrywa warstwa szkła Gorilla Glass 3.
Sercem tabletu  jest 64-bitowa Tegra K1 z mobilnym Keplerem. Układ Nvidii wspierany jest przez 2 GB pamięci RAM, co wydaje się dość dziwne, gdyż Nexus 6 ma 3 GB RAM-u. Sprzęt dostępny będzie z 16 GB lub 32 GB wbudowanej pamięci, której nie będzie można rozszerzyć. Na pokładzie urządzenie nie zabraknie modułu Bluetooth 4.1, NFC, odbiornika GPS czy dwuzakresowego Wi-Fi w standardach a/b/g/n/ac, które będzie wspierać technologię MIMO (Multiple Input Multiple Output). Na rynku dostępna będzie również wersja tabletu, która obsługuje łączność 4G LTE (karty Nano SIM).
8,9-calowy ekran IPS LCD nowego Nexusa będzie pracować w rozdzielczości 2048 × 1536 pikseli. Google tym samym zdecydowało się przerzucić na format 4:3, co wydaje się dobrym rozwiązaniem. Aparat główny ma 8-megapikselową matrycę, a przednia kamerka ma 1,6 Mpix. W obu przypadkach dostępna ma być optyka o jasności f/2.4. Z tyłu można znaleźć też pojedynczą diodę doświetlającą, która również ma srebrną obwódkę. Świetnym dodatkiem są głośniki stereo na przednim panelu, które wykorzystują technologię HTC BoomSound.
Google Nexus 9 w przedsprzedaży na amerykańskim rynku pojawi się już 17 października 2014, a do sprzedaży trafi 3 listopada 2014. Podstawowa wersja urządzenia z 16 GB pamięci ma kosztować 399 dol., a model z 32 GB pamięci będzie droższy o 80 dol. Wariant z LTE (32 GB pamięci) ma rynku ma pojawić się w cenie 599 dol. (model w kolorze piaskowym nie będzie dostępny od razu). Do Nexusa 9 można dokupić będzie również etui z wbudowaną klawiaturą, która ma złącze magnetyczne.

### Nexus 10
Jest 10-calowym tabletem od firmy Samsung wprowadzonym na rynek pod koniec października 2012. Jego wyświetlacz ma przekątną 10,1 cala i rozdzielczość 2560×1600 pikseli, 16 lub 32 GB pamięci, Android 4.2, procesor dwurdzeniowy 1.7 GHz, Exynos 5. Cena w USA to 399$.

## Urządzenia służące do strumieniowania danych

### Nexus Q
Urządzenie multimedialne, oparte na systemie Android i zintegrowane z usługą Google Play, dostępne tylko w  USA. Po serii negatywnych opinii, został wycofany w celu ulepszenia. Nexus Q kształtem przypominał kulę z kolorowymi diodami LED okrążającymi całą bryłę. Według konsumentów, Nexus Q był za drogi w porównaniu do oferowanych możliwości, jakimi było przesyłanie mediów z urządzenia z Androidem do telewizora, do którego kula została wcześniej podłączona, dlatego też Google zaprzestał produkcji krótko po premierze urządzenia.

### Chromecast
Google Chromecast jest urządzeniem, a właściwie modemem zaprezentowanym 24 lipca 2013, który podłącza się do odbiornika TV, dzięki czemu można oglądać treści z urządzeń mobilnych na dużym ekranie. Chromecast, mimo nazwy pochodzącej od przeglądarki Chrome, tak naprawdę bazuje na systemie Android. Aby korzystać z jego możliwości, należy podłączyć urządzenie, które wielkością przypomina popularne pendrive'y, do wejścia HDMI w telewizorze. Następnie modem łączy się ze smartfonem z systemem Android lub iOS. Potem użytkownik wybiera treść i współdzieli ją z telewizorem. Co ważne, telefon lub tablet nie tylko jest przekaźnikiem multimediów, a także pilotem, co pozwala na korzystanie z urządzenia do innych celów. Aplikacje, które współpracują z Chromecastem to Pandora, Netflix, Youtube, Treści Google Play i oczywiście standardowe aplikacje takie jak Galeria czy wideo zapisane na telefonie lub tablecie. Możliwe jest również strumieniowanie multimediów z przeglądarki Chrome (funkcja „Przesyłaj...”). Mimo braku fizycznego podobieństwa, Chromecast utożsamiany jest ze swoistą ewolucją Nexusa Q. Na razie urządzenie dostępne jest tylko w Stanach, a jego cena wynosi 35 USD (stan na kwiecień 2013).